# Řád národního kongresu
Řád národního kongresu (portugalsky Ordem do Congresso Nacional) je státní vyznamenání Brazilské federativní republiky založené roku 1972. Udílen je občanům Brazílie i cizím státním příslušníkům za služby Brazílii, zejména Národnímu kongresu.

## Historie a pravidla udílení
Řád byl založen zákonem Decreto Legislativo N.° 70 ze dne 23. listopadu 1972. Rada řádu se skládá z jedenácti senátorů a jedenácti poslanců. Tato rada posuzuje nominace na udělení řádu. Velmistrem řádu je předseda Senátu a kancléřem řádu je předseda Sněmovny reprezentantů. Počet žijících členů v jednotlivých třídách není omezen. Povýšení do vyšší třídy je možné nejdříve po čtyřech letech po udělení třídy nižší.

## Insignie
Řádový odznak má tvar kříže s pažemi podobajícími se typickým sloupům, které najdeme v brazilské architektuře. Jsou smaltovány zeleně a žlutě a lemované leštěným zlatem. Ramena kříže jsou spojena zlatou korunou z kávových větví. Uprostřed kříže jsou dva soustředné kruhy ohraničené leštěným zlatem. V nejmenším kruhu je na modře smaltovaném pozadí bíle smaltované souhvězdí Jižního kříže. Ve středním kruhu je na bíle smaltovaném pozadí zlatý nápis ORDEN DE LA LEYENDA DEL CONGRESO NACIONAL. Zadní strana je stejná jako přední pouze ve středovém medailonu je mapa Brazílie a na ní zlatá silueta budovy Národního kongresu Brazílie. Obvodový nápis je na zadní straně REPÚBLICA FEDERATIVA DE BRASIL.
Stuha sestává ze dvou stejně širokých pruhů v barvách žluté a zelené.

## Třídy
Řád je udílen v šesti třídách.
- řetěz – Tato třída je vyhrazena pro předsedy horní a dolní komory parlamentu, pro cizí hlavy států a další významné cizince.
- velkokříž – Tato třída je vyhrazena pro hlavy států, viceprezidenty nebo předsedy nejvyšších soudů.
- velkodůstojník – Tato třída se udílí mj. ministrům, senátorům, poslancům, guvernérům, velvyslancům, nejvyšším důstojníkům ozbrojených sil.
- komtur – Tato třída se udílí mj. rektorům, členům nejvyšších soudů, předsedům zákonodárných sborů, vysoce postaveným důstojníkům či vědcům.
- důstojník – Tato třída se udílí mj. univerzitním profesorům, státním zástupcům či vysokým důstojníkům
- rytíř

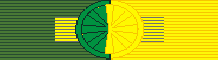
řetěz
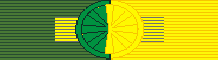
velkokříž
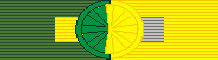
velkodůstojník
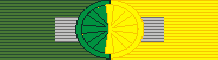
komtur
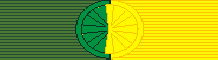
důstojník
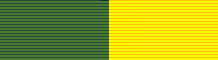
rytíř